# 宇婆左
宇婆左（うばさ）は、飛鳥時代の人物。7世紀の日本の本州北部、現在の秋田県能代市や山本郡あたりにいた蝦夷の有力者。658年に都に上って渟代郡の少領に任じられ、建武（または立身）の位を受けた。宇婆左ではなく宇婆左建武（うばさけむ）という名とする説もある。

## 経歴
『日本書紀』によると、斉明天皇4年（658年）4月に阿倍比羅夫が日本海側を航海して蝦夷を征し、渟代・津軽の郡領を定めた。7月4日、蝦夷が200人宮廷に来て天皇に饗応され、冠位や物を与えられた。宇婆左もその中の一人で、建武の位を授かった。渟代郡の大領は沙尼具那で小乙下、他に勇健者2人も位一階を授かった。
書紀は当時の評を郡と書き改めることで一貫しているので、渟代郡ではなく渟代評、少領ではなく助督など評の役人に任命されたのである。能代平野に評制・郡制による統治が行われた形跡はないので、この任命は服属関係の証にとどまり、役所としての評の設置・支配を伴わなかったと考えられる。

## 建武の冠位
建武は大化3年（647年）に制定された最下位の冠位だが、大化5年（649年）2月に廃止されている。書紀には他にも時代がずれた冠位記載があるので、通説的には当時の最下位である立身を指すとされる。また、勇健者は武勇に優れた者という程度の意味で、位一階は立身を指すと解される
別の説として、この錯綜をもっと古い時代まで含めた異なる複数事件を統合した時の整理ミスとみる説、逆に建武が適用されたもっと新しい時代の事件とみる説がある。あるいは「宇婆左に建武、勇健者二人に位一階」ではなく、建武を名前の一部とみて、「宇婆左建武と勇健者二人に位一階」と読む説もある。